# ジェフ・バスカー
ジェフリー・ネイス・バスカー（Jeffrey Nath Bhasker、1974年3月4日 - ）は、アメリカ合衆国の音楽プロデューサー、ソングライター。2013年のグラミー賞で「最優秀プロデューサー賞」にノミネートし、2016年に同賞を受賞した。
2008年に発売のカニエ・ウェストのアルバム『808s & ハートブレイク』に共同プロデューサーとして携わり、『マイ・ビューティフル・ダーク・ツイステッド・ファンタジー』（2010年）、『ウォッチ・ザ・スローン』（2011年）、『ドンダ』（2021年）の制作にも携わった。このほかFUN.の『サム・ナイツ 〜蒼い夜〜』（2012年）、マーク・ロンソンの『アップタウン・スペシャル』（2015年）、ハリー・スタイルズのデビュー・アルバム（2017年）などのプロデュースも手がけている。

## 生い立ち
バスカーはカンザス州カンザスシティで生まれ、ニューメキシコ州ソコロで育った。父はソコロの町長を24年間務めたインド生まれのメディカルドクター。幼少期に母がピアノで演奏した「テンダリー」を通じて、初めてジャズに触れる。また、ピアノの演奏も母から教えられた。
1993年にソコロ高等学校を卒業し、その後ボストンのバークリー音楽大学で編曲とジャズピアノについて学んだ。

## 経歴
ボストンで音楽活動を開始し、ファンク・バンドであるレタスの初期メンバーとして在籍してバンドの楽曲の作詞作曲を手がけた。2001年に発売されたゴアペレのデビュー・アルバム『クローサー』にプロデューサーとして携わる。同作がバスカーとして初のプロデュース作品となった。同年9月11日にニューヨークに引っ越す。
2005年、ロサンゼルスに拠点を移してプロデューサー業に専念。その後ソングライターのダイアン・ウォーレンのためにデモ音源を制作する仕事に就く。同年にブルーノ・マーズとともに楽曲制作を開始し、ソングライターでプロデューサーのスティーヴ・リンジーが2人の相談相手として関わった。
2007年9月頃よりカニエ・ウェストのツアー・メンバーの1人としてキーボードの演奏を担当し、ウェストの音楽監督となった。その後2008年に発売の『808s & ハートブレイク』、2010年に発売の『マイ・ビューティフル・ダーク・ツイステッド・ファンタジー』、2011年に発売の『ウォッチ・ザ・スローン』、2021年に発売の『ドンダ』にプロデューサーとして制作に携わった。また、2010年にはジェイ・Zとのコラボ曲「ラン・ディス・タウン」、2012年にはウェストとのコラボ曲「オール・オブ・ザ・ライツ」でグラミー賞の「最優秀ラップ楽曲賞」を受賞した。
2011年、FUN.のスタジオ・アルバム『サム・ナイツ 〜蒼い夜〜』の制作に携わる。2012年2月22日に発売された同作は、発売1週目で7万枚を売り上げてBillboard 200で初登場3位を記録。第55回グラミー賞ではアルバムが「最優秀アルバム賞」、バスカーは同賞の「最優秀プロデューサー賞」にノミネートした。
2016年、マーク・ロンソンのシングル曲「アップタウン・ファンク feat. ブルーノ・マーズ」にソングライターおよびプロデューサーとして関わる。第58回グラミー賞で同作が「最優秀楽曲賞」を受賞し、バスカーも「最優秀プロデューサー賞」を受賞した。
2021年、キッド・カディのドキュメンタリー映画『スコットという名の男』に出演。

## 人物
別人格にあたるビリー・クレイヴン（Billy Kraven）やU.G.L.Y.としての活動も行っている。バスターはビリー・クレイヴンについて「ビリー・ジョエル meets ウェス・クレイヴンのようなもの」と説明している。

## 作品
| タイトル                                                                                                 | 年   | アーティスト                   | アルバム                                                              | 役割                                                     | 共同作業者 | 共同作業者 |
| タイトル                                                                                                 | 年   | アーティスト                   | アルバム                                                              | 役割                                                     | 作詞作曲 | プロデューサー |
| --- | ---- | ------------------------------ | --------------------------------------------------------------------- | -------------------------------------------------------- | --- | --- |
| バタフライキシーズ                                                                                       | 2001 | ゴアペレ                       | 『クローサー』                                                        | プロデューサー                                           | No | なし |
| シングス・ドント・イグジスト                                                                             | 2001 | ゴアペレ                       | 『クローサー』                                                        | プロデューサー                                           | No | アダム・スミノルフ |
| サルベーション                                                                                           | 2001 | ゴアペレ                       | 『クローサー』                                                        | プロデューサー                                           | No | なし |
| ザ・ドキュメンタリー                                                                                     | 2005 | ゲーム                         | 『ザ・ドキュメンタリー』                                              | 作詞作曲、プロデューサー                                 | ジェイション・テイラー、ジェフリー・リード | ジェフ・リード |
| First Love                                                                                               | 2005 | ゴアペレ                       | Change It All                                                         | 作詞作曲、プロデューサー                                 | ゴアペレ・ムラバーン | ゴアペレ |
| 4AM | 2005 | ゴアペレ                       | Change It All                                                         | 作詞作曲、プロデューサー                                 | ゴアペレ・ムラバーン | ゴアペレ |
| Battle of the Heart                                                                                      | 2005 | ゴアペレ                       | Change It All                                                         | 作詞作曲、プロデューサー                                 | ゴアペレ・ムラバーン、タズ・アーノルド、オンマス・キース、シャフィーク・フセイン | サーラー・クリエイティブ・パートナーズ |
| ラヴ・ロックダウン                                                                                       | 2008 | カニエ・ウェスト               | 『808s & ハートブレイク』                                             | 作詞作曲、プロデューサー                                 | カニエ・ウェスト、ジェニー＝ビー・イングリッシュマン、マリク・ジョーンズ、レネア・メンジーズ | カニエ・ウェスト |
| ロング・ディスタンス                                                                                     | 2008 | ブランディ                     | 『ヒューマン』                                                        | 作詞作曲                                                 | ブルーノ・マーズ、フィリップ・ローレンス、ロドニー・ジャーキンス | No |
| セイ・ユー・ウィル                                                                                       | 2008 | カニエ・ウェスト               | 808s & ハートブレイク                                                 | 作詞作曲                                                 | カニエ・ウェスト、デクスター・ミルズ、ジェイ・ジェンキンス | No |
| ウェルカム・トゥ・ハートブレイク （featuring キッド・カディ）                                            | 2008 | カニエ・ウェスト               | 808s & ハートブレイク                                                 | 作詞作曲、プロデューサー                                 | カニエ・ウェスト、パトリック・レイノルズ、スコット・メスカディ | カニエ・ウェスト、パトリック・レイノルズ                                                                                                  |
| アメイジング （featuring ヤング・ジージー）                                                              | 2008 | カニエ・ウェスト               | 808s & ハートブレイク                                                 | 作詞作曲、プロデューサー                                 | カニエ・ウェスト、マリク・ジョーンズ、デクスター・ミルズ、ジェイ・ジェンキンス | カニエ・ウェスト |
| パラノイド （featuring ミスター・ハドソン）                                                              | 2008 | カニエ・ウェスト               | 808s & ハートブレイク                                                 | 作詞作曲、プロデューサー                                 | カニエ・ウェスト、パトリック・レイノルズ、スコット・メスカディ、デクスター・ミルズ | カニエ・ウェスト、プレイン・パット |
| ロボコップ                                                                                               | 2008 | カニエ・ウェスト               | 808s & ハートブレイク                                                 | 作詞作曲                                                 | カニエ・ウェスト、ジェニー＝ビー・イングリッシュマン、マリク・ジョーンズ、デクスター・ミルズ、スコット・メスカディ、アントニー・ウィリアムズ、ファヒーム・ナジム、ジェイ・ジェンキンス、パトリック・ドイル                                                                                     | No |
| シー・ユー・イン・マイ・ナイトメアズ （featuring リル・ウェイン）                                        | 2008 | カニエ・ウェスト               | 808s & ハートブレイク                                                 | 作詞作曲                                                 | カニエ・ウェスト、アーネスト・ウィルソン、ドウェイン・カーター | No |
| コールデスト・ウィンター                                                                                 | 2008 | カニエ・ウェスト               | 808s & ハートブレイク                                                 | プロデューサー                                           | No | カニエ・ウェスト、No I.D. |
| ラン・ディス・タウン （featuring リアーナ & カニエ・ウェスト）                                           | 2009 | ジェイ・Z                      | 『ザ・ブループリント 3』                                              | 作詞作曲、プロデューサー                                 | ショーン・カーター、カニエ・ウェスト、アーネスト・ウィルソン、ロビン・フェンティ、アタナシオス・アラタス | なし |
| ヘイト （featuring カニエ・ウェスト）                                                                    | 2009 | ジェイ・Z                      | 『ザ・ブループリント 3』                                              | 作詞作曲、プロデューサー                                 | ショーン・カーター、カニエ・ウェスト | なし |
| マイ・ワールド （featuring ビリー・クレイヴェンズ）                                                      | 2009 | キッド・カディ                 | 『マン・オブ・ザ・ムーン:ザ・エンド・エブ・デイ』                     | フィーチャリング・アーティスト、作詞作曲、プロデューサー | スコット・メスカディ、パトリック・レイノルズ、クロード・プターフラム、クリスチャン・パドヴァン、ジェラルド・コジンスキ | プレイン・パット |
| フライ・ヒア・ナウ                                                                                       | 2009 | レオナ・ルイス                 | 『エコー』                                                            | 作詞作曲、プロデューサー                                 | レオナ・ルイス | なし |
| トライ・スリーピング・ウィズ・ア・ブロークン・ハート                                                     | 2009 | アリシア・キーズ               | 『エレメント・オブ・フリーダム』                                      | 作詞作曲、プロデューサー                                 | アリシア・クーク、パトリック・レイノルズ | なし |
| フィーヴァー                                                                                             | 2009 | アダム・ランバート             | 『フォー・ユア・エンターテイメント』                                  | 作詞作曲、プロデューサー                                 | ステファニー・ジャーマノッタ、ロバート・フサリ | なし |
| ラヴ・イズ・マイ・ディジーズ                                                                             | 2009 | アリシア・キーズ               | 『エレメント・オブ・フリーダム』                                      | 作詞作曲、プロデューサー                                 | アリシア・クーク | アリシア・キーズ |
| ウェイト・ティル・ユー・シー・マイ・スマイル                                                             | 2009 | アリシア・キーズ               | 『エレメント・オブ・フリーダム』                                      | 作詞作曲、プロデューサー                                 | アリシア・クーク、カッシーム・ディーン | アリシア・キーズ |
| ライク・ザ・シー                                                                                         | 2009 | アリシア・キーズ               | 『エレメント・オブ・フリーダム』                                      | 作詞作曲、プロデューサー                                 | アリシア・クーク | アリシア・キーズ |
| Meiplé （with ジェイ・Z）                                                                                | 2009 | ロビン・シック                 | Sex Therapy: The Session                                              | プロデューサー                                           | No | ロビン・シック、プロ・ジェイ |
| Elevatos （with キッド・カディ）                                                                         | 2009 | ロビン・シック                 | Sex Therapy: The Session                                              | 作詞作曲、プロデューサー                                 | ロビン・シック、スコット・メスカディ | ロビン・シック |
| Rollacoasta （with エステル）                                                                            | 2009 | ロビン・シック                 | Sex Therapy: The Session                                              | 作詞作曲、プロデューサー                                 | ロビン・シック、エステル・スワレイ | ロビン・シック |
| シティ・オン・ファイア                                                                                   | 2009 | メアリー・J.ブライジ           | 『ストロンガー・ウィズ・イーチ・ティア』                              | 作詞作曲、プロデューサー                                 | メアリー・J.ブライジ、パトリック・レイノルズ | プレイン・パット |
| ファインド・ユア・ラヴ                                                                                   | 2010 | ドレイク                       | 『サンク・ミー・レイター』                                            | 作詞作曲、プロデューサー                                 | オーブリー・グラハム、カニエ・ウェスト、アーネスト・ウィルソン、パトリック・レイノルズ | カニエ・ウェスト、No I.D. |
| ショー・ミー・ア・グッド・タイム                                                                         | 2010 | ドレイク                       | 『サンク・ミー・レイター』                                            | 作詞作曲、プロデューサー                                 | オーブリー・グラハム、カニエ・ウェスト、アーネスト・ウィルソン | カニエ・ウェスト、No I.D. |
| パワー                                                                                                   | 2010 | カニエ・ウェスト               | 『マイ・ビューティフル・ダーク・ツイステッド・ファンタジー』          | 作詞作曲、アディショナル・プロデューサー                 | カニエ・ウェスト、ラリー・グリフィン・ジュニア、マイケル・ディーン、アンドウェレ・ガードナー、ケネス・ルイス、フランソワ・ベルネーム、ジャン＝ピエール・ラング、ボリス・ベルグマン、ロバート・フリップ、マイケル・ジャイルズ、グレゴリー・レイク、イアン・マクドナルド、ピート・シンフィールド | S1、カニエ・ウェスト、マイク・ディーン、アンドリュー・ドーソン                                                                            |
| Bang （featuring CX）                                                                                    | 2010 | ジャスビル・ヤッシ             | Jassi – Back with a Bang                                              | プロデューサー                                           | No | なし |
| Kalaria                                                                                                  | 2010 | ジャスビル・ヤッシ             | Jassi – Back with a Bang                                              | プロデューサー                                           | No | アダム・ダイチ |
| Mela （featuring CX）                                                                                    | 2010 | ジャスビル・ヤッシ             | Jassi – Back with a Bang                                              | プロデューサー                                           | No | なし |
| Baliye                                                                                                   | 2010 | ジャスビル・ヤッシ             | Jassi – Back with a Bang                                              | プロデューサー                                           | No | なし |
| トーキング・トゥ・ザ・ムーン                                                                             | 2010 | ブルーノ・マーズ               | 『ドゥー・ワップス&フーリガンズ』                                     | 作詞作曲、プロデューサー                                 | ブルーノ・マーズ、フィリップ・ローレンス、アリ・レヴァイン、アルバート・ウィンクラー | ザ・スミージントンズ |
| ランナウェイ （featuring プシャ・T）                                                                     | 2010 | カニエ・ウェスト               | 『マイ・ビューティフル・ダーク・ツイステッド・ファンタジー』          | 作詞作曲、プロデューサー                                 | カニエ・ウェスト、エミール・ヘイニー、テレンス・ソントン、マイケル・ディーン、マリク・ジョーンズ、ジョナサン・ブランチ | カニエ・ウェスト、エミール・ヘイニー、マイク・ディーン                                                                                    |
| モンスター （featuring ジェイ・Z、リック・ロス、ニッキー・ミナージュ & ボン・イヴェール）                | 2010 | カニエ・ウェスト               | 『マイ・ビューティフル・ダーク・ツイステッド・ファンタジー』          | 作詞作曲                                                 | カニエ・ウェスト、ショーン・カーター、パトリック・レイノルズ、マイケル・ディーン、ウィリアム・ロバーツ2世、オニーカ・マラージ、ジャスティン・ヴァーノン | No |
| ミスター・ラジャー                                                                                       | 2010 | キッド・カディ                 | 『マン・オン・ザ・ムーン 2:ザ・レジェンド・オブ・ミスター・ラジャー』 | プロデューサー                                           | No | エミール・ヘイニー |
| ダーク・ファンタジー                                                                                     | 2010 | カニエ・ウェスト               | 『マイ・ビューティフル・ダーク・ツイステッド・ファンタジー』          | 作詞作曲、アディショナル・プロデューサー                 | カニエ・ウェスト、ロバート・ディグス、アーネスト・ウィルソン、マイケル・ディーン、マリク・ジョーンズ、ジョン・アンダーソン、マイク・オールドフィールド | RZA、カニエ・ウェスト、No I.D.、マイク・ディーン                                                                                          |
| オール・オブ・ザ・ライツ（インタールード）                                                               | 2010 | カニエ・ウェスト               | 『マイ・ビューティフル・ダーク・ツイステッド・ファンタジー』          | 作詞作曲                                                 | カニエ・ウェスト、マリク・ジョーンズ、ウォーレン・トロッター | No |
| オール・オブ・ザ・ライツ                                                                                 | 2010 | カニエ・ウェスト               | 『マイ・ビューティフル・ダーク・ツイステッド・ファンタジー』          | 作詞作曲、プロデューサー                                 | カニエ・ウェスト、マリク・ジョーンズ、ウォーレン・トロッター | カニエ・ウェスト |
| ロスト・イン・ザ・ワールド （featuring ボン・イヴェール）                                                | 2010 | カニエ・ウェスト               | 『マイ・ビューティフル・ダーク・ツイステッド・ファンタジー』          | 作詞作曲、プロデューサー                                 | カニエ・ウェスト、マヌ・ディバンゴ、ジャスティン・ヴァーノン、ギルバート・スコット・ヘロン | カニエ・ウェスト |
| 瞳をとじて （featuring ジョン・レジェンド & カニエ・ウェスト）                                           | 2011 | スヌープ・ドッグ               | 『ドギュメンタリー 〜実録、ドッグファーザーの栄華』                   | プロデューサー                                           | No | カニエ・ウェスト、マイク・ディーン |
| Free | 2011 | ナタリア・キルズ               | Perfectionist                                                         | 作詞作曲、プロデューサー                                 | ナタリア・ケリー・フィッシャー、スコット・メスカディ、アーネスト・ウィルソン | No I.D. |
| Zombie                                                                                                   | 2011 | ナタリア・キルズ               | Perfectionist                                                         | 作詞作曲、プロデューサー                                 | ナタリア・ケリー・フィッシャー | なし |
| Heaven                                                                                                   | 2011 | ナタリア・キルズ               | Perfectionist                                                         | 作詞作曲、プロデューサー                                 | ナタリア・ケリー・フィッシャー | なし |
| Nothing Lasts Forever （featuring ビリー・クレイヴンズ）                                                 | 2011 | ナタリア・キルズ               | Perfectionist                                                         | フィーチャリング・アーティスト、作詞作曲、プロデューサー | ナタリア・ケリー・フィッシャー | なし |
| アイ・ケア                                                                                               | 2011 | ビヨンセ                       | 『4』                                                                 | 作詞作曲、プロデューサー                                 | ビヨンセ・ノウルズ＝カーター、チャド・ヒューゴ | ビヨンセ |
| パーティー （featuring アンドレ・3000）                                                                  | 2011 | ビヨンセ                       | 『4』                                                                 | 作詞作曲、プロデューサー                                 | ビヨンセ・ノウルズ＝カーター、カニエ・ウェスト、アンドレ・ベンジャミン、デクスター・ミルズ、ダグラス・フレッシュ、リチャード・ウォルターズ | ビヨンセ、カニエ・ウェスト |
| ラザー・ダイ・ヤング                                                                                     | 2011 | ビヨンセ                       | 『4』                                                                 | 作詞作曲、プロデューサー                                 | ビヨンセ・ノウルズ＝カーター、ルーク・スティール | ビヨンセ、ルーカス・スティール |
| リフト・オフ （featuring ビヨンセ）                                                                      | 2011 | ジェイ・Z & カニエ・ウェスト   | 『ウォッチ・ザ・スローン』                                            | 作詞作曲、プロデューサー                                 | ショーン・カーター、カニエ・ウェスト、マイケル・ディーン、ファレル・ウィリアムス、ピーター・ヘルナンデス、ヘンリー・サミュエル | カニエ・ウェスト、マイク・ディーン、Qティップ、ファレル・ウィリアムスドン・ジャジー                                                       |
| ザッツ・マイ・ビッチ                                                                                     | 2011 | ジェイ・Z & カニエ・ウェスト   | 『ウォッチ・ザ・スローン』                                            | 作詞作曲、プロデューサー                                 | ショーン・カーター、カニエ・ウェスト、カマール・ファリード、ジャスティン・ヴァーノン、ジェームズ・ブラウン、ボビー・バード、ロナルド・レンホフ、ジェレミア・ジョーダン | カニエ・ウェスト、Qティップ |
| ザ・ジョイ （featuring カーティス・メイフィールド）                                                      | 2011 | ジェイ・Z & カニエ・ウェスト   | 『ウォッチ・ザ・スローン』                                            | アディショナル・プロデューサー                           | No | ピーター・ロック、カニエ・ウェスト、マイク・ディーン                                                                                      |
| 伝説のヤングマン〜ウィー・アー・ヤング〜 （featuring ジャネール・モネイ）                                | 2011 | FUN.                           | 『サム・ナイツ 〜蒼い夜〜』                                           | 作詞作曲、プロデューサー                                 | ナサニエル・ルース、アンドリュー・ドスト、ジャック・アントノフ | トミー・D |
| サム・ナイツ（イントロ）                                                                                 | 2012 | FUN.                           | 『サム・ナイツ 〜蒼い夜〜』                                           | 作詞作曲、プロデューサー                                 | ナサニエル・ルース、アンドリュー・ドスト、ジャック・アントノフ | なし |
| サム・ナイツ                                                                                             | 2012 | FUN.                           | 『サム・ナイツ 〜蒼い夜〜』                                           | 作詞作曲、プロデューサー                                 | ナサニエル・ルース、アンドリュー・ドスト、ジャック・アントノフ | なし |
| キャリー・オン                                                                                           | 2012 | FUN.                           | 『サム・ナイツ 〜蒼い夜〜』                                           | 作詞作曲、プロデューサー                                 | ナサニエル・ルース、アンドリュー・ドスト、ジャック・アントノフ | トミー・D |
| イット・ゲッツ・ベター                                                                                   | 2012 | FUN.                           | 『サム・ナイツ 〜蒼い夜〜』                                           | 作詞作曲、プロデューサー                                 | ナサニエル・ルース、アンドリュー・ドスト、ジャック・アントノフ | なし |
| ホワイ・アム・アイ・ジ・ワン                                                                             | 2012 | FUN.                           | 『サム・ナイツ 〜蒼い夜〜』                                           | 作詞作曲、プロデューサー                                 | ナサニエル・ルース、アンドリュー・ドスト、ジャック・アントノフ | なし |
| オール・アローン                                                                                         | 2012 | FUN.                           | 『サム・ナイツ 〜蒼い夜〜』                                           | 作詞作曲、プロデューサー                                 | ナサニエル・ルース、アンドリュー・ドスト、ジャック・アントノフ | なし |
| オール・オールライト                                                                                     | 2012 | FUN.                           | 『サム・ナイツ 〜蒼い夜〜』                                           | 作詞作曲                                                 | ナサニエル・ルース、アンドリュー・ドスト、ジャック・アントノフ、エミール・ヘイニー、ジェイク・ダットン | No |
| ワン・フット                                                                                             | 2012 | FUN.                           | 『サム・ナイツ 〜蒼い夜〜』                                           | 作詞作曲                                                 | ナサニエル・ルース、アンドリュー・ドスト、ジャック・アントノフ | No |
| スターズ                                                                                                 | 2012 | FUN.                           | 『サム・ナイツ 〜蒼い夜〜』                                           | 作詞作曲、プロデューサー                                 | ナサニエル・ルース、アンドリュー・ドスト、ジャック・アントノフ | なし |
| アウト・オン・ザ・タウン                                                                                 | 2012 | FUN.                           | 『サム・ナイツ 〜蒼い夜〜』                                           | 作詞作曲                                                 | ナサニエル・ルース、アンドリュー・ドスト、ジャック・アントノフ、エミール・ヘイニー | No |
| ダイエット・マウンテン・デュー                                                                           | 2012 | ラナ・デル・レイ               | 『ボーン・トゥ・ダイ』                                                | プロデューサー                                           | No | エミール・ヘイニー、マイク・デイリー |
| ナショナル・アンセム                                                                                     | 2012 | ラナ・デル・レイ               | 『ボーン・トゥ・ダイ』                                                | アディショナル・プロデューサー                           | No | エミール・ヘイニー、ザ・ネクサス |
| カルメン                                                                                                 | 2012 | ラナ・デル・レイ               | 『ボーン・トゥ・ダイ』                                                | アディショナル・プロデューサー                           | No | エミール・ヘイニー、ジャスティン・パーカー                                                                                                |
| ガール・オン・ファイア                                                                                   | 2012 | アリシア・キーズ               | 『ガール・オン・ファイア』                                            | 作詞作曲、プロデューサー                                 | アリシア・クーク、サラーム・レミ、オニーカ・マラージ、ビリー・スクワイア | アリシア・キーズ、サラーム・レミ |
| ジャスト・ギヴ・ミー・ア・リーズン （featuring ネイト・ルース）                                          | 2012 | P!NK                           | 『トゥルース・アバウト・ラヴ』                                        | 作詞作曲、プロデューサー                                 | アリリア・ムーア、ナサニエル・ルース | なし |
| ロックド・アウト・オブ・ヘヴン                                                                           | 2012 | ブルーノ・マーズ               | 『アンオーソドックス・ジュークボックス』                              | プロデューサー                                           | No | ザ・スミージントンズ、エミール・ヘイニー、マーク・ロンソン                                                                                |
| ドゥーム・アンド・グルーム                                                                               | 2012 | ザ・ローリング・ストーンズ     | 『GRRR!』                                                             | プロデューサー                                           | No | ドン・ウォズ、グリマー・ツインズ、エミール・ヘイニー                                                                                      |
| ホーリー・グラウンド                                                                                     | 2012 | テイラー・スウィフト           | 『レッド』                                                            | プロデューサー                                           | No | なし |
| ザ・ラッキー・ワン                                                                                       | 2012 | テイラー・スウィフト           | 『レッド』                                                            | 作詞作曲、プロデューサー                                 | No | なし |
| ティアーズ・オールウェイズ・ウィン                                                                       | 2012 | アリシア・キーズ               | 『ガール・オン・ファイア』                                            | 作詞作曲、プロデューサー                                 | アリシア・クーク、ブルーノ・マーズ、フィリップ・ローレンス | アリシア・キーズ |
| ヤング・ガールズ                                                                                         | 2012 | ブルーノ・マーズ               | 『アンオーソドックス・ジュークボックス』                              | 作詞作曲、プロデューサー                                 | ブルーノ・マーズ、フィリップ・ローレンス、アリ・レヴァイン、エミール・ヘイニー、モリス・デイヴィス | ザ・スミージントンズ、エミール・ヘイニー                                                                                                  |
| ゴリラ                                                                                                   | 2012 | ブルーノ・マーズ               | 『アンオーソドックス・ジュークボックス』                              | プロデューサー                                           | No | ザ・スミージントンズ、エミール・ヘイニー、マーク・ロンソン                                                                                |
| ムーンシャイン                                                                                           | 2012 | ブルーノ・マーズ               | 『アンオーソドックス・ジュークボックス』                              | 作詞作曲、プロデューサー                                 | ブルーノ・マーズ、フィリップ・ローレンス、アリ・レヴァイン、アンドリュー・ワイヤット、マーク・ロンソン | ザ・スミージントンズ、マーク・ロンソン |
| レット・アス・ムーヴ・オン （featuring ケンドリック・ラマー）                                            | 2013 | ダイド                         | 『ガール・フー・ゴット・アウェイ』                                    | 作詞作曲                                                 | ダイド・アームストロング、ローランド・アームストロング、ケンドリック・ダックワーズ、パトリック・レイノルズ | No |
| キャント・ストップ                                                                                       | 2013 | ワンリパブリック               | 『ネイティヴ』                                                        | 作詞作曲、プロデューサー                                 | ライアン・テダー、タイラー・ジョンソン | タイラー・ジョンソン、ライアン・テダー、エミール・ヘイニー                                                                                |
| ヘッドライツ feat. ネイト・ルース                                                                        | 2013 | エミネム                       | 『ザ・マーシャル・マザーズ・LP2』                                     | 作詞作曲、プロデューサー                                 | マーシャル・マザーズ3世、ナサニエル・ルース、エミール・ヘイニー、ルイス・レスト | エミール・ヘイニー、エミネム |
| フォトグラフ                                                                                             | 2014 | エド・シーラン                 | 『X』                                                                 | プロデューサー                                           | No | エミール・ヘイニー |
| トロピカル・キャンサー                                                                                   | 2014 | ラ・ルー                       | 『トラブル・イン・パラダイス (ラ・ルーのアルバム)』                   | 作詞作曲                                                 | エレノア・ジャクソン、イアン・シャーウィン、グレイス・ジョーンズ | No |
| アップタウン・ファンク （featuring ブルーノ・マーズ）                                                    | 2014 | マーク・ロンソン               | 『アップタウン・スペシャル』                                          | 作詞作曲、プロデューサー                                 | マーク・ロンソン、ブルーノ・マーズ、フィリップ・ローレンス、デヴォン・ギャラスピー、ニコラス・ウィリアムズ、ロニー・シモンズ、ロニー・ウィルソン、チャーリー・ウィルソン、ルドルフ・テイラー、ロバート・ウィルソン                                                                             | マーク・ロンソン、ブルーノ・マーズ |
| アップタウンズ・ファースト・フィナーレ （featuring スティーヴィー・ワンダー & アンドリュー・ワイヤット） | 2015 | マーク・ロンソン               | 『アップタウン・スペシャル』                                          | 作詞作曲、プロデューサー                                 | マーク・ロンソン、マイケル・シェイボン | マーク・ロンソン、エミール・ヘイニー |
| サマー・ブレイキング （featuring ケヴィン・パーカー）                                                    | 2015 | マーク・ロンソン               | 『アップタウン・スペシャル』                                          | 作詞作曲、プロデューサー                                 | マーク・ロンソン、マイケル・シェイボン、ケヴィン・パーカー | マーク・ロンソン、エミール・ヘイニー |
| フィール・ライト （featuring ミスティカル）                                                              | 2015 | マーク・ロンソン               | 『アップタウン・スペシャル』                                          | プロデューサー                                           | No | マーク・ロンソン、ブルーノ・マーズ、ボーイズ・ノイズ                                                                                      |
| アイ・キャント・ルーズ （featuring キヨン・スター）                                                      | 2015 | マーク・ロンソン               | 『アップタウン・スペシャル』                                          | 作詞作曲、プロデューサー                                 | マーク・ロンソン、マイケル・シェイボン | マーク・ロンソン、エミール・ヘイニー、DJ ジンク、TEED                                                                                     |
| ダッフォディルズ （featuring ケヴィン・パーカー）                                                        | 2015 | マーク・ロンソン               | 『アップタウン・スペシャル』                                          | プロデューサー                                           | No | マーク・ロンソン、ジェームズ・フォード、リトン                                                                                            |
| クラック・イン・ザ・パール （featuring アンドリュー・ワイヤット）                                        | 2015 | マーク・ロンソン               | 『アップタウン・スペシャル』                                          | 作詞作曲、プロデューサー                                 | マーク・ロンソン、マイケル・シェイボン | マーク・ロンソン、エミール・ヘイニー |
| イン・ケース・オブ・ファイア （featuring ジェフ・バスカー）                                              | 2015 | マーク・ロンソン               | 『アップタウン・スペシャル』                                          | フィーチャリング・アーティスト、作詞作曲、プロデューサー | マーク・ロンソン、マイケル・シェイボン、ニコラス・モヴション、アレクサンダー・グリーンウォルド、ルーファス・ウェインライト | マーク・ロンソン |
| リーヴィング・ロス・フェリス （featuring ケヴィン・パーカー）                                            | 2015 | マーク・ロンソン               | 『アップタウン・スペシャル』                                          | 作詞作曲、プロデューサー                                 | マーク・ロンソン、マイケル・シェイボン、ケヴィン・パーカー、エミール・ヘイニー、クリストファー・ヴァタリロ | マーク・ロンソン |
| ヘヴィー・アンド・ローリング （featuring アンドリュー・ワイヤット）                                      | 2015 | マーク・ロンソン               | 『アップタウン・スペシャル』                                          | 作詞作曲、プロデューサー                                 | マーク・ロンソン、マイケル・シェイボン、アンドリュー・ワイヤット | マーク・ロンソン、エミール・ヘイニー |
| クラック・イン・ザ・パール, Pt. II （featuring スティーヴィー・ワンダー & ジェフ・バスカー）             | 2015 | マーク・ロンソン               | 『アップタウン・スペシャル』                                          | フィーチャリング・アーティスト、作詞作曲、プロデューサー | マーク・ロンソン、マイケル・シェイボン | マーク・ロンソン |
| Burning House                                                                                            | 2015 | カム                           | Untamed                                                               | 作詞作曲、プロデューサー                                 | カマロン・オックス、タイラー・ジョンソン | タイラー・ジョンソン、ハミルトン・ウルマー                                                                                                |
| Runaway Train                                                                                            | 2015 | カム                           | Untamed                                                               | 作詞作曲、プロデューサー                                 | カマロン・オックス、アンダーズ・モーリドセン | タイラー・ジョンソン、ダグラス・ショーウォーター、アンダーズ・モーリドセン                                                                |
| キス・イット・ベター                                                                                     | 2016 | リアーナ                       | 『アンチ』                                                            | 作詞作曲、プロデューサー                                 | ロビン・フェンティ、ジョナサン・グラス、ナタリア・ケリー＝フィッシャー | ジョン・グラス、クーク・ハレル |
| Gone Tomorrow (Here Today)                                                                               | 2016 | キース・アーバン               | Ripcord                                                               | 作詞作曲、プロデューサー                                 | キース・アーバン、タイラー・ジョンソン | キース・アーバン、タイラー・ジョンソン |
| ダイヤモンド・ハート                                                                                     | 2016 | レディー・ガガ                 | 『ジョアン』                                                          | プロデューサー                                           | No | マーク・ロンソン、レディー・ガガ、ブラッドポップ、ジョシュ・ホーミ                                                                        |
| コーリング・オール・マイ・ラヴリーズ                                                                     | 2016 | ブルーノ・マーズ               | 『24K・マジック』                                                     | 作詞作曲、プロデューサー                                 | ブルーノ・マーズ、フィリップ・ローレンス、クリストファー・ブロディ・ブラウン、ジェイムス・フォントルロイ、エミール・ヘイニー | シャンプー・プレス & カール、エミール・ヘイニー                                                                                           |
| トゥー・グッド・トゥ・セイ・グッバイ（さよならは言えなくて）                                             | 2016 | ブルーノ・マーズ               | 『24K・マジック』                                                     | 作詞作曲                                                 | ブルーノ・マーズ、フィリップ・ローレンス、クリストファー・ブロディ・ブラウン、ケネス・エドモンズ | No |
| サイン・オブ・ザ・タイムズ                                                                               | 2017 | ハリー・スタイルズ             | 『ハリー・スタイルズ』                                                | 作詞作曲、プロデューサー                                 | ハリー・スタイルズ、ミッチ・ローランド、ライアン・ナスキー、アレクサンダー・サリビアン、タイラー・ジョンソン | アレックス・サリビアン、タイラー・ジョンソン                                                                                              |
| ミート・ミー・イン・ザ・ホールウェイ                                                                     | 2017 | ハリー・スタイルズ             | 『ハリー・スタイルズ』                                                | 作詞作曲、プロデューサー                                 | ハリー・スタイルズ、ミッチ・ローランド、ライアン・ナスキー、アレクサンダー・サリビアン、タイラー・ジョンソン | アレックス・サリビアン、タイラー・ジョンソン                                                                                              |
| カロライナ                                                                                               | 2017 | ハリー・スタイルズ             | 『ハリー・スタイルズ』                                                | 作詞作曲、プロデューサー                                 | ハリー・スタイルズ、トーマス・ハル、ミッチ・ローランド、ライアン・ナスキー、アレクサンダー・サリビアン、タイラー・ジョンソン | キッド・ハープーン、アレックス・サリビアン、タイラー・ジョンソン                                                                          |
| トゥー・ゴースツ                                                                                         | 2017 | ハリー・スタイルズ             | 『ハリー・スタイルズ』                                                | プロデューサー                                           | No | アレックス・サリビアン、タイラー・ジョンソン                                                                                              |
| スウィート・クリーチャー                                                                                 | 2017 | ハリー・スタイルズ             | 『ハリー・スタイルズ』                                                | アディショナル・プロデューサー                           | No | キッド・ハープーン、アレックス・サリビアン、タイラー・ジョンソン                                                                          |
| オンリー・エンジェル                                                                                     | 2017 | ハリー・スタイルズ             | 『ハリー・スタイルズ』                                                | 作詞作曲、プロデューサー                                 | ハリー・スタイルズ、ミッチ・ローランド、ライアン・ナスキー、アレクサンダー・サリビアン、タイラー・ジョンソン | アレックス・サリビアン、タイラー・ジョンソン                                                                                              |
| キウイ                                                                                                   | 2017 | ハリー・スタイルズ             | 『ハリー・スタイルズ』                                                | 作詞作曲、プロデューサー                                 | ハリー・スタイルズ、ミッチ・ローランド、ライアン・ナスキー、アレクサンダー・サリビアン、タイラー・ジョンソン | アレックス・サリビアン、タイラー・ジョンソン                                                                                              |
| エヴァー・シンス・ニューヨーク                                                                           | 2017 | ハリー・スタイルズ             | 『ハリー・スタイルズ』                                                | 作詞作曲、プロデューサー                                 | ハリー・スタイルズ、ミッチ・ローランド、ライアン・ナスキー、アレクサンダー・サリビアン、タイラー・ジョンソン | アレックス・サリビアン、タイラー・ジョンソン                                                                                              |
| ウーマン                                                                                                 | 2017 | ハリー・スタイルズ             | 『ハリー・スタイルズ』                                                | 作詞作曲、プロデューサー                                 | ハリー・スタイルズ、ミッチ・ローランド、ライアン・ナスキー、アレクサンダー・サリビアン、タイラー・ジョンソン | アレックス・サリビアン、タイラー・ジョンソン                                                                                              |
| フロム・ザ・ダイニング・テーブル                                                                         | 2017 | ハリー・スタイルズ             | 『ハリー・スタイルズ』                                                | 作詞作曲、プロデューサー                                 | ハリー・スタイルズ、ミッチ・ローランド、ライアン・ナスキー、アレクサンダー・サリビアン、タイラー・ジョンソン | アレックス・サリビアン、タイラー・ジョンソン                                                                                              |
| ペンデュラム                                                                                             | 2017 | ケイティ・ペリー               | 『ウィットネス』                                                      | 作詞作曲、プロデューサー                                 | キャサリン・ハドソン、サラ・ハドソン | イランジェロ、メールボックス |
| トールド・ユー・ソー                                                                                     | 2017 | ミゲル                         | 『ウォー・アンド・レジャー』                                          | 作詞作曲、プロデューサー                                 | ミゲル・ピメンテル、ネイサン・ペリス | ミゲル、ハッピー・ペレス |
| Deep End                                                                                                 | 2018 | リッキ・リー                   | So Sad So Sexy                                                        | 作詞作曲、プロデューサー                                 | リー・ザックリソン、イルジー・ジューバー、タイラー・ウィリアムズ、スティーヴン・コズメニウク、ジェイムズ・ライアン・ホー | Tマイナス、マレー |
| Two Nights （featuring アミーネ）                                                                        | 2018 | リッキ・リー                   | So Sad So Sexy                                                        | 作詞作曲、プロデューサー                                 | リー・ザックリソン、イルジー・ジュバー、ジョナサン・コッファー、ジェイムズ・ライアン・ホー、アダム・ダニエル | マレー、ジョニー・コッファー、スクリレックス                                                                                              |
| Jaguars in the Air                                                                                       | 2018 | リッキ・リー                   | So Sad So Sexy                                                        | 作詞作曲、プロデューサー                                 | リー・ザックリソン、イルジー・ジューバー、タイラー・ウィリアムズ、ジェイムズ・ライアン・ホー | Tマイナス、マレー |
| So Sad So Sexy                                                                                           | 2018 | リッキ・リー                   | So Sad So Sexy                                                        | 作詞作曲、プロデューサー                                 | リー・ザックリソン、アンドリュー・ワイヤット、エミール・ヘイニー、イルジー・ジューバー、ジェイムズ・ライアン・ホー | エミール・ヘイニー、マレー |
| Freeee (Ghost Town, Pt. 2)                                                                               | 2018 | キッズ・シー・ゴースツ         | Kids See Ghosts                                                       | 作詞作曲、プロデューサー                                 | カニエ・ウェスト、キッド・カディ、タイ・ダラー・サイン、マイケル・ディーン、コリン・リトラー | カニエ・ウェスト、キッド・カディ、マイク・ディーン、ブーグズダビースト、アンドリュー・ドーソン、アンディー・C、ラッセル・“ラヴ”・クルーズ |
| カム・アライヴ                                                                                           | 2019 | マドンナ                       | 『マダムX』                                                           | 作詞作曲、プロデューサー                                 | マドンナ、ブリターニュ・ハザード | マドンナ、マイク・ディーン |
| ルッキング・フォー・マーシー                                                                             | 2019 | マドンナ                       | 『マダムX』                                                           | プロデューサー                                           | No | マドンナ、マイク・ディーン |
| バック・ザット・アップ・トゥ・ザ・ビート                                                                 | 2019 | マドンナ                       | 『マダムX』                                                           | プロデューサー                                           | No | マドンナ、マイク・ディーン、ファレル・ウィリアムス                                                                                        |
| Take Me to the Light （featuring ボン・イヴェール & カニエ・ウェスト）                                   | 2019 | フランシス・アンド・ザ・ライツ | アルバム未収録                                                        | 作詞作曲、プロデューサー                                 | BJバートン、ベニー・ブランコ、キャロライン・ショー、フランシス・フェアウェル・スターライト、ジャスティン・ヴァーノン、カニエ・ウェスト、カシミア・キャット、ノア・ゴールドスタイン | カニエ・ウェスト、BJバートン、ベニー・ブランコ、カシミア・キャット、ノア・ゴールドスタイン、フランシス・フェアウェル・スターライト        |
| フューチャー・ノスタルジア                                                                               | 2019 | デュア・リパ                   | 『フューチャー・ノスタルジア』                                        | 作詞作曲、プロデューサー                                 | デュア・リパ、クラレンス・コフィ・ジュニア | スカイラー・モネス |
| チェリー                                                                                                 | 2019 | ハリー・スタイルズ             | 『ファイン・ライン』                                                  | 作詞作曲                                                 | ハリー・スタイルズ、サミー・ウィット、トーマス・ハル、タイラー・ジョンソン | No |
| シー | 2019 | ハリー・スタイルズ             | 『ファイン・ライン』                                                  | 作詞作曲                                                 | ハリー・スタイルズ、ミッチ・ローランド、トーマス・ハル | No |
| トリート・ピープル・ウィズ・カインドネス                                                                 | 2019 | ハリー・スタイルズ             | 『ファイン・ライン』                                                  | 作詞作曲、プロデューサー                                 | ハリー・スタイルズ、イルジー・ジューバー | なし |
| ハイ・ロード                                                                                             | 2020 | ケシャ                         | 『ハイ・ロード』                                                      | 作詞作曲、プロデューサー                                 | ケシャ・セバート、ネイト・ルース、スティーブン・レイベル | スカイラー・モネス |
| チェイシング・サンダー                                                                                   | 2020 | ケシャ                         | 『ハイ・ロード』                                                      | 作詞作曲、プロデューサー                                 | ケシャ・セバート、スティーブン・レイベル、ルイス・スコールル | ルイス・スコールル |
| カム・トゥ・ライフ                                                                                       | 2021 | カニエ・ウェスト               | 『ドンダ』                                                            | 作詞作曲、プロデューサー                                 | カニエ・ウェスト、アントニー・ウィリアムズ、ウォーレン・キャンベル・ジュニア、ラウール・キュビナ、マーク・ウィリアムズ、マイケル・ディーン | カニエ・ウェスト、ウォーレン・キャンベル・ジュニア、オジヴォルタ、マイク・ディーン                                                        |
| ホーリー・グラウンド（テイラーズ・ヴァージョン）                                                         | 2021 | テイラー・スウィフト           | 『レッド (テイラーズ・ヴァージョン)』                                 | プロデューサー                                           | No | – |
| ザ・ラッキー・ワン（テイラーズ・ヴァージョン）                                                           | 2021 | テイラー・スウィフト           | 『レッド (テイラーズ・ヴァージョン)』                                 | プロデューサー                                           | No | – |

## 受賞・ノミネート歴
| 年   | 対象                                         | アーティスト                                          | カテゴリ                                 | 結果       | 注     |
| ---- | -------------------------------------------- | ----------------------------------------------------- | ---------------------------------------- | ---------- | ------ |
| 2009 | 「スワッガー・ライク・アス」                 | ジェイ・Z featuring カニエ・ウェスト & リル・ウェイン | 最優秀ラップ楽曲賞                       | ノミネート | [ 26 ] |
| 2010 | 「ラン・ディス・タウン」                     | ジェイ・Z featuring カニエ・ウェスト & リアーナ       | 最優秀ラップ楽曲賞                       | 受賞       | [ 27 ] |
| 2012 | 「オール・オブ・ザ・ライツ」                 | カニエ・ウェスト                                      | 最優秀ラップ楽曲賞                       | 受賞       | [ 28 ] |
| 2012 | 「オール・オブ・ザ・ライツ」                 | カニエ・ウェスト                                      | 最優秀楽曲賞                             | ノミネート | [ 28 ] |
| 2013 | 「伝説のヤングマン〜ウィー・アー・ヤング〜」 | FUN. featuring ジャネール・モネイ                     | 最優秀レコード賞                         | ノミネート | [ 29 ] |
| 2013 | 「伝説のヤングマン〜ウィー・アー・ヤング〜」 | FUN. featuring ジャネール・モネイ                     | 最優秀楽曲賞                             | 受賞       | [ 29 ] |
| 2013 | 『サム・ナイツ 〜蒼い夜〜』                  | FUN.                                                  | 最優秀アルバム賞                         | ノミネート | [ 29 ] |
| 2013 | ジェフ・バスカー                             | ジェフ・バスカー                                      | 最優秀プロデューサー賞（クラシック以外） | ノミネート | [ 29 ] |
| 2014 | 「ロックド・アウト・オブ・ヘヴン」           | ブルーノ・マーズ                                      | 最優秀レコード賞                         | ノミネート | [ 30 ] |
| 2014 | 「ジャスト・ギヴ・ミー・ア・リーズン」       | P!NK featuring ネイト・ルース                         | 最優秀楽曲賞                             | ノミネート | [ 30 ] |
| 2014 | 『レッド』                                   | テイラー・スウィフト                                  | 最優秀アルバム賞                         | 受賞       | [ 30 ] |
| 2015 | 『X』                                        | エド・シーラン                                        | 最優秀アルバム賞                         | ノミネート | [ 31 ] |
| 2016 | 「アップタウン・ファンク」                   | マーク・ロンソン featuring ブルーノ・マーズ           | 最優秀レコード賞                         | 受賞       | [ 32 ] |
| 2016 | ジェフ・バスカー                             | ジェフ・バスカー                                      | 最優秀プロデューサー賞（クラシック以外） | 受賞       | [ 32 ] |
| 2017 | 「キス・イット・ベター」                     | リアーナ                                              | 最優秀R&Bソング賞                        | ノミネート | [ 33 ] |
| 2022 | 『ドンダ』                                   | カニエ・ウェスト                                      | 最優秀アルバム賞                         | ノミネート | [ 34 ] |